# Oranienburgs järnvägsstation
Oranienburgs järnvägsstation är en järnvägsstation i Oranienburg, Brandenburg. Från centrala Berlin betjänas Oranienburgs station av S-bahn (pendeltåg), linje S1. Regionaltåglinjerna RE5, RB12 och RB20 stannar också i Oranienburg. I riktning mot centrala Berlin är det snabbaste alternativet RE5, som betjänar stationerna Potsdamer Platz och Berlin Hauptbahnhof, med omkring en halvtimmes restid.